# Elizabeth Fraser
Elizabeth Davidson Fraser (ur. 29 sierpnia 1963 w Grangemouth, w Szkocji) – wokalistka, założycielka (wraz z Robinem Guthrie) zespołu Cocteau Twins (1981–1998), który nagrywał dla 4AD.
Jest szkocką piosenkarką znaną przede wszystkim z przynależności do zespołu Cocteau Twins (od 1981). Charakteryzuje i wyróżnia ją delikatny, abstrakcyjny wokal śpiewany w wymyślonym języku (o celtycko-anglosaskim brzmieniu), powstałym ze zbitek słów i niezrozumiałych fraz. Dzięki temu znaczna część utworów Cocteau Twins nie została do końca poznana. 
Elizabeth Fraser gościnnie udzielała głosu w utworach This Mortal Coil oraz The Wolfgang Press, natomiast po rozpadzie Cocteau Twins w 1998 roku podjęła karierę solową, a także współpracowała z innymi artystami, tj.: Jeffem Buckleyem, Craigiem Armstrongiem, Massive Attack (np. utwór Teardrop), The Future Sound of London, Nobukazu Takemura, Yannem Tiersenem oraz Aphex Twin (utwór Let my fish loose) i Peterem Gabrielem.
Do filmu Władca Pierścieni zaśpiewała utwory "Lothlórien: The Lament for Gandalf", "Isengard Unleashed" i "Haldir's Lament".